# Швабе, Арвед
А́рведс Шва́бе (латыш. Arveds Švābe; 25 мая 1888 — 20 августа 1959) — юрист, латышский писатель и переводчик, общественный деятель. Главный редактор Латышского энциклопедического словаря (Latviešu konversācijas vārdnīca), профессор Латвийского университета.
Родился 25 мая 1888 года в Лиелстраупском имении (Лифляндская губерния). Учился приходской школе, потом до 1904 года в реальной школе Мюллера в Вендене, в 1904—1905 годах — в торговом училище Лиепиня в Вольмаре. В 1907 году получил права учителя математики, в 1908 году — учителя физики и географии. Увлекся поэзией. Работал учителем. В 1911—1915 годах с перерывами посещал Московский городской народный университет имени А. Л. Шанявского. Вступил в социал-демократическую рабочую партию, активно выступал с лекциями в клубах рабочих, публиковался в левой прессе. В 1914 году женился. В 1916 году, чтобы избежать мобилизации, с фальшивыми документами эмигрировал в Харбин, где работал в таможне. В 1916—1919 годах — работник железной дороги Харбин-Владивосток. Во время гражданской войны активно участвовал в общественной жизни латышских беженцев в Сибири, работник Центрального бюро Сибирского и Уральского национального совета латышей. В 1920 году вместе c Имантским полком вернулся в Ригу.
Вступил в ЛСДРП (в 1926 году вышел из партии), депутат Учредительного собрания. Работник Министерства иностранных дел. В 1921—1926 годах учился на юридическом факультете Латвийского университета. С 1926 по 1928 год — член дирекции Латвийского национального театра. С 1924 по 1925 год — председатель правления профсоюза Латвийский писателей и журналистов. С 1929 года — приват-доцент юридического факультета. В 1932 году защитил докторскую диссертацию (Dr. iur.) на тему «Livonijas senās bruņnieku tiesības» (Древнее рыцарское право Ливонии), стал профессором древних прав юридического факультета (с 1936 года профессор факультета филологии и философии). Как учёный работал в сфере юриспруденции (в основном правовые системы в истории), активно как автодидакт публиковался и на темы фольклора и истории. Автор нескольких романов и пьес. С 1932 года — член комитета Рижского латышского общества. С 1939 года — вице-директор Латвийского исторического института. Активный националист, ратовал за увольнение нелатышских преподавателей (напр. Леонида Л. Арбузова и др.).
В 1943 году, во время нацистской оккупации, уволен. Один из подписантов Меморандума Центрального Совета Латвии от 17 марта 1944 года. В 1944 году выехал в Германию, где был арестован и заключён в концлагерь Дахау, после освобождения жил в Мюнхене. В 1949 году эмигрировал в Швецию. В Швеции работал архивариусом в Стокгольмском университете. Умер 20 августа 1959 года в Стокгольме.